# Neil Diamond/Diskografie
Diese Diskografie ist eine Übersicht über die musikalischen Werke des US-amerikanischen Singer-Songwriters Neil Diamond. Den Quellenangaben zufolge hat er bisher mehr als 134 Millionen Tonträger verkauft und zählt damit zu den erfolgreichsten Musikern der Gegenwart. Seine erfolgreichste Veröffentlichung ist das Album The Jazz Singer mit über 5,7 Millionen verkauften Einheiten.

## Alben

### Studioalben
| Jahr | Titel Musiklabel Katalog-Nr.                                 | Höchstplatzierung, Gesamtwochen/‑monate, AuszeichnungChartplatzierungen (Jahr, Titel, Musiklabel Katalog-Nr., Platzierungen, Wochen/Monate, Auszeichnungen, Anmerkungen) | Höchstplatzierung, Gesamtwochen/‑monate, AuszeichnungChartplatzierungen (Jahr, Titel, Musiklabel Katalog-Nr., Platzierungen, Wochen/Monate, Auszeichnungen, Anmerkungen) | Höchstplatzierung, Gesamtwochen/‑monate, AuszeichnungChartplatzierungen (Jahr, Titel, Musiklabel Katalog-Nr., Platzierungen, Wochen/Monate, Auszeichnungen, Anmerkungen) | Höchstplatzierung, Gesamtwochen/‑monate, AuszeichnungChartplatzierungen (Jahr, Titel, Musiklabel Katalog-Nr., Platzierungen, Wochen/Monate, Auszeichnungen, Anmerkungen) | Höchstplatzierung, Gesamtwochen/‑monate, AuszeichnungChartplatzierungen (Jahr, Titel, Musiklabel Katalog-Nr., Platzierungen, Wochen/Monate, Auszeichnungen, Anmerkungen) | Anmerkungen |
| Jahr | Titel Musiklabel Katalog-Nr.                                 | DE | AT | CH | UK | US | Anmerkungen |
| ---- | ------------------------------------------------------------ | --- | --- | --- | --- | --- | --- |
| 1966 | The Feel of Neil Diamond Bang 214                            | — | — | — | — | US137 (4 Wo.)US | Erstveröffentlichung: 31. Oktober 1966 Produzenten: Ellie Greenwich, Jeff Barry                                                                                           |
| 1967 | Just for You Bang 217                                        | — | — | — | — | US80 (19 Wo.)US | Erstveröffentlichung: 15. September 1967 Produzenten: Ellie Greenwich, Jeff Barry                                                                                         |
| 1968 | Velvet Gloves and Spit UNI 124                               | — | — | — | — | — | Erstveröffentlichung: 15. Oktober 1968 |
| 1969 | Brother Love’s Travelling Salvation Show UNI 73047           | — | — | — | — | US82 Gold · (25 Wo.)US | Erstveröffentlichung: April 1969 Produzenten: Chips Moman, Neil Diamond, Tommy Cogbill, Tom Catalano                                                                      |
| 1969 | Touching You, Touching Me UNI 73071                          | — | — | — | — | US30 Gold · (47 Wo.)US | Erstveröffentlichung: 12. Dezember 1969 Produzenten: Tommy Cogbill, Tom Catalano                                                                                          |
| 1970 | Tap Root Manuscript UNI 73092                                | — | — | — | UK18 (14 Wo.)UK | US13 Platin · (45 Wo.)US | Erstveröffentlichung: 6. November 1970 Charteintritt in UK erst im März 1971 Produzenten: Neil Diamond, Tom Catalano                                                      |
| 1971 | Stones UNI 93106                                             | DE28 (4 Mt.)DE | — | — | UK17 (21 Wo.)UK | US11 Gold · (25 Wo.)US | Erstveröffentlichung: 5. November 1971 Produzent: Tom Catalano |
| 1972 | Moods UNI 93136                                              | DE9 (9 Mt.)DE | — | — | UK7 (19 Wo.)UK | US5 Platin · (41 Wo.)US | Erstveröffentlichung: 14. Juli 1972 Produzenten: Neil Diamond, Tom Catalano                                                                                               |
| 1974 | Serenade Columbia 32919                                      | DE1 ×2Doppelgold · (13 Mt.)DE | AT7 (6 Mt.)AT | — | UK11 Gold · (14 Wo.)UK | US3 Platin · (27 Wo.)US | Erstveröffentlichung: 26. Oktober 1974 Produzent: Tom Catalano |
| 1976 | Beautiful Noise Columbia 33965                               | DE1 Gold · (11 Mt.)DE | AT1 (9 Mt.)AT | — | UK10 Gold · (26 Wo.)UK | US4 Platin · (33 Wo.)US | Erstveröffentlichung: Juni 1976 Produzent: Robbie Robertson |
| 1977 | I’m Glad You’re Here with Me Tonight Columbia 34990          | DE13 (7 Mt.)DE | AT8 (7 Mt.)AT | — | UK16 Gold · (11 Wo.)UK | US6 ×2Doppelplatin · (24 Wo.)US | Erstveröffentlichung: 28. November 1977 Charteintritt in den USA erst 1978 Produzent: Bob Gaudio                                                                          |
| 1978 | You Don’t Bring Me Flowers Columbia 35625                    | DE38 (6 Wo.)DE | — | — | UK15 Gold · (23 Wo.)UK | US4 ×2Doppelplatin · (29 Wo.)US | Erstveröffentlichung: 12. Dezember 1978 Produzent: Bob Gaudio |
| 1979 | September Morn’ Columbia 36121                               | DE28 (11 Wo.)DE | AT13 (2 Mt.)AT | — | UK14 Gold · (11 Wo.)UK | US10 Platin · (20 Wo.)US | Erstveröffentlichung: 14. Dezember 1979 Produzent: Bob Gaudio |
| 1981 | On the Way to the Sky Columbia 37628                         | DE56 (3 Wo.)DE | — | — | UK39 Silber · (13 Wo.)UK | US17 Platin · (27 Wo.)US | Erstveröffentlichung: 26. November 1981 Charteintritt in den USA erst 1982 Produzent: Neil Diamond                                                                        |
| 1982 | Heartlight Columbia 38359                                    | — | — | — | UK43 Silber · (10 Wo.)UK | US9 Platin · (34 Wo.)US | Erstveröffentlichung: 25. Februar 1982 Produzenten: Alan Lindgren, Burt Bacharach, Carole Bayer Sager, David Foster, Michael Masser, Neil Diamond, Richard Bennett        |
| 1984 | Primitive Columbia 39199                                     | DE21 (8 Wo.)DE | — | CH20 (7 Wo.)CH | UK7 Silber · (10 Wo.)UK | US35 Gold · (25 Wo.)US | Erstveröffentlichung: August 1984 Produzenten: Denny Diante, Neil Diamond, Richard Bennett, Richard Perry                                                                 |
| 1986 | Headed for the Future Columbia 40368                         | DE65 (1 Wo.)DE | — | — | UK36 (8 Wo.)UK | US20 Gold · (22 Wo.)US | Erstveröffentlichung: 11. März 1986 Produzenten: Alan Lindgren, Neil Diamond, Tom Hensley, David Foster, Burt Bacharach, Carole Bayer Sager, Maurice White, Stevie Wonder |
| 1988 | The Best Years of Our Lives Columbia 45025                   | — | — | — | UK42 (6 Wo.)UK | US46 Gold · (16 Wo.)US | Erstveröffentlichung: 13. Dezember 1988 Produzent: David Foster |
| 1991 | Lovescape Columbia 48610                                     | — | — | — | UK36 Gold · (13 Wo.)UK | US44 Gold · (32 Wo.)US | Erstveröffentlichung: 27. August 1991 Produzenten: Neil Diamond, Albert Hammond, Don Was, Humberto Gatica, Peter Asher, Val Garay                                         |
| 1993 | Up on the Roof: Songs from the Brill Building Columbia 57529 | — | — | — | UK28 Silber · (10 Wo.)UK | US28 Gold · (15 Wo.)US | Erstveröffentlichung: 24. September 1993 Produzent: Peter Asher |
| 1996 | Tennessee Moon Columbia 67382                                | — | — | — | UK12 Silber · (14 Wo.)UK | US14 Gold · (18 Wo.)US | Erstveröffentlichung: 2. Februar 1996 Produzenten: Bob Gaudio, Don Cook, James Stroud, Richard Landis, Paul Worley                                                        |
| 1998 | The Movie Album: As Time Goes By Columbia 69540              | DE72 (1 Wo.)DE | — | — | UK68 (3 Wo.)UK | US31 Gold · (13 Wo.)US | Erstveröffentlichung: 26. Oktober 1998 mit Elmer Bernstein; Doppelalbum Produzent: Bob Gaudio                                                                             |
| 2001 | Three Chord Opera Columbia 85500                             | — | — | — | UK49 (2 Wo.)UK | US15 Gold · (14 Wo.)US | Erstveröffentlichung: 24. Juli 2001 Produzenten: Alan Lindgren, Peter Asher                                                                                               |
| 2005 | 12 Songs Columbia 88697 03958 2                              | DE20 (7 Wo.)DE | AT11 (6 Wo.)AT | CH43 (7 Wo.)CH | UK5 Gold · (14 Wo.)UK | US4 Gold · (16 Wo.)US | Erstveröffentlichung: November 2005 Charteintritt in Europa erst 2006 Produzent: Rick Rubin                                                                               |
| 2008 | Home Before Dark Columbia 88697 28078 2                      | DE14 (15 Wo.)DE | AT11 (7 Wo.)AT | CH16 (7 Wo.)CH | UK1 Platin · (15 Wo.)UK | US1 Gold · (18 Wo.)US | Erstveröffentlichung: 6. Mai 2008 Produzent: Rick Rubin |
| 2010 | Dreams Columbia 88697 79839 2                                | DE51 (2 Wo.)DE | AT31 (2 Wo.)AT | CH53 (2 Wo.)CH | UK8 Gold · (8 Wo.)UK | US8 (8 Wo.)US | Erstveröffentlichung: 2. November 2010 Produzent: Neil Diamond |
| 2014 | Melody Road Capitol B002214902                               | DE24 (3 Wo.)DE | AT25 (1 Wo.)AT | CH40 (2 Wo.)CH | UK4 Gold · (16 Wo.)UK | US3 (10 Wo.)US | Erstveröffentlichung: 17. Oktober 2014 Produzenten: Jacknife Lee, Don Was                                                                                                 |
| 2020 | Classic Diamonds Capitol                                     | DE37 (4 Wo.)DE | AT26 (1 Wo.)AT | CH61 (2 Wo.)CH | UK2 Gold · (12 Wo.)UK | US173 (1 Wo.)US | Erstveröffentlichung: 20. November 2020 mit dem London Symphony Orchestra                                                                                                 |

grau schraffiert: keine Chartdaten aus diesem Jahr verfügbar

### Livealben
| Jahr | Titel Musiklabel Katalog-Nr.                                         | Höchstplatzierung, Gesamtwochen/‑monate, AuszeichnungChartplatzierungen (Jahr, Titel, Musiklabel Katalog-Nr., Platzierungen, Wochen/Monate, Auszeichnungen, Anmerkungen) | Höchstplatzierung, Gesamtwochen/‑monate, AuszeichnungChartplatzierungen (Jahr, Titel, Musiklabel Katalog-Nr., Platzierungen, Wochen/Monate, Auszeichnungen, Anmerkungen) | Höchstplatzierung, Gesamtwochen/‑monate, AuszeichnungChartplatzierungen (Jahr, Titel, Musiklabel Katalog-Nr., Platzierungen, Wochen/Monate, Auszeichnungen, Anmerkungen) | Höchstplatzierung, Gesamtwochen/‑monate, AuszeichnungChartplatzierungen (Jahr, Titel, Musiklabel Katalog-Nr., Platzierungen, Wochen/Monate, Auszeichnungen, Anmerkungen) | Höchstplatzierung, Gesamtwochen/‑monate, AuszeichnungChartplatzierungen (Jahr, Titel, Musiklabel Katalog-Nr., Platzierungen, Wochen/Monate, Auszeichnungen, Anmerkungen) | Anmerkungen |
| Jahr | Titel Musiklabel Katalog-Nr.                                         | DE | AT | CH | UK | US | Anmerkungen |
| ---- | -------------------------------------------------------------------- | --- | --- | --- | --- | --- | --- |
| 1970 | Gold UNI 73084                                                       | DE35 (3 Mt.)DE | — | — | UK23 Silber · (13 Wo.)UK | US10 ×2Doppelplatin · (56 Wo.)US | Erstveröffentlichung: 22. August 1970 aufgenommen im Troubadour in Hollywood Charteintritt in DE und UK erst im März 1971 |
| 1972 | Hot August Night MCA 2-8000                                          | DE27 (4 Mt.)DE | — | — | UK21 Gold · (21 Wo.)UK | US5 ×2Doppelplatin · (78 Wo.)US | Erstveröffentlichung: November 1972 aufgenommen am 24. August 1972 im Greek Theatre in Los Angeles                        |
| 1977 | Love at the Greek: Recorded Live at the Greek Theatre Columbia 34404 | DE16 (26 Wo.)DE | AT6 (7 Mt.)AT | — | UK3 Platin · (32 Wo.)UK | US8 ×2Doppelplatin · (21 Wo.)US | Erstveröffentlichung: Februar 1977 aufgenommen im August 1976 im Greek Theatre in Los Angeles                             |
| 1987 | Hot August Night II Columbia 40990                                   | — | — | — | UK84 (1 Wo.)UK | US59 Platin · (17 Wo.)US | Erstveröffentlichung: 5. November 1987 Produzent: Val Garay                                                               |
| 1994 | Live in America: In the Round Tour (1991–1993) Columbia 477211       | — | — | — | UK96 (1 Wo.)UK | US93 Gold · (4 Wo.)US | Erstveröffentlichung: 1. Juni 1994 Doppelalbum; Produzent: Neil Diamond                                                   |
| 2003 | Stages: Performances 1970–2002 Columbia C5K 90540                    | — | — | — | — | US137 (2 Wo.)US | Erstveröffentlichung: Oktober 2003 Box mit 5 CDs + DVD; Charteintritt in Europa erst 2006                                 |
| 2009 | Hot August Night / NYC Columbia 88697 56488 2                        | DE45 (3 Wo.)DE | — | CH91 (1 Wo.)CH | UK14 Gold · (6 Wo.)UK | US2 ×2Doppelplatin · (11 Wo.)US | Erstveröffentlichung: 21. August 2009 Aufnahme: Madison Square Garden Doppelalbum; Produzent: Ian Stewart                 |
| 2018 | Hot August Night III                                                 | DE45 (1 Wo.)DE | — | CH96 (1 Wo.)CH | UK54 (1 Wo.)UK | US144 (1 Wo.)US | Erstveröffentlichung: 17. August 2018                                                                                     |

grau schraffiert: keine Chartdaten aus diesem Jahr verfügbar
Weitere Livealben
- 1982: Live Diamond (MCA 3137)
- 1994: Greatest Hits Live (Columbia, UK: Platin)

### Kompilationen
| Jahr | Titel Musiklabel Katalog-Nr.                                                         | Höchstplatzierung, Gesamtwochen/‑monate, AuszeichnungChartplatzierungen (Jahr, Titel, Musiklabel Katalog-Nr., Platzierungen, Wochen/Monate, Auszeichnungen, Anmerkungen) | Höchstplatzierung, Gesamtwochen/‑monate, AuszeichnungChartplatzierungen (Jahr, Titel, Musiklabel Katalog-Nr., Platzierungen, Wochen/Monate, Auszeichnungen, Anmerkungen) | Höchstplatzierung, Gesamtwochen/‑monate, AuszeichnungChartplatzierungen (Jahr, Titel, Musiklabel Katalog-Nr., Platzierungen, Wochen/Monate, Auszeichnungen, Anmerkungen) | Höchstplatzierung, Gesamtwochen/‑monate, AuszeichnungChartplatzierungen (Jahr, Titel, Musiklabel Katalog-Nr., Platzierungen, Wochen/Monate, Auszeichnungen, Anmerkungen) | Höchstplatzierung, Gesamtwochen/‑monate, AuszeichnungChartplatzierungen (Jahr, Titel, Musiklabel Katalog-Nr., Platzierungen, Wochen/Monate, Auszeichnungen, Anmerkungen) | Anmerkungen                                                                   |
| Jahr | Titel Musiklabel Katalog-Nr.                                                         | DE | AT | CH | UK | US | Anmerkungen                                                                   |
| ---- | ------------------------------------------------------------------------------------ | --- | --- | --- | --- | --- | ----------------------------------------------------------------------------- |
| 1968 | Neil Diamond’s Greatest Hits Bang 219                                                | — | — | — | — | US100 (40 Wo.)US | Erstveröffentlichung: Juli 1968 Charteinstieg US: 1970                        |
| 1970 | Shilo Bang 221                                                                       | — | — | — | — | US52 (25 Wo.)US | Erstveröffentlichung: August 1970                                             |
| 1971 | Holly Holy UNI 6369 604                                                              | DE45 (1 Mt.)DE | — | — | — | — | Erstveröffentlichung: Februar 1971                                            |
| 1971 | Do It! Bang 224                                                                      | — | — | — | — | US100 (6 Wo.)US | Erstveröffentlichung: Februar 1971                                            |
| 1973 | Double Gold / Diamond’s Diamonds Bang 227                                            | — | — | — | — | US36 (21 Wo.)US | Erstveröffentlichung: 1973                                                    |
| 1973 | Rainbow MCA 2103                                                                     | — | — | — | UK39 Gold · (5 Wo.)UK | US35 Gold · (17 Wo.)US | Erstveröffentlichung: August 1973                                             |
| 1974 | His 12 Greatest Hits MCA 2106                                                        | DE50 (1 Mt.)DE | — | — | UK11 Gold · (78 Wo.)UK | US39 ×4Vierfachplatin · (42 Wo.)US | Erstveröffentlichung: Mai 1974                                                |
| 1975 | 20 Super Hits MCA 7740                                                               | DE24 (4 Mt.)DE | — | — | — | — | Erstveröffentlichung: April 1975                                              |
| 1976 | And the Singer Sings His Song MCA 2227                                               | — | — | — | — | US102 (5 Wo.)US | Erstveröffentlichung: September 1976                                          |
| 1978 | 20 Diamant Hits Polystar 9199 816                                                    | DE4 Gold · (26 Wo.)DE | AT7 (4 Mt.)AT | — | — | — | Erstveröffentlichung: September 1978                                          |
| 1978 | 20 Golden Greats MCA DD 01A                                                          | — | — | — | UK2 Platin · (29 Wo.)UK | — | Erstveröffentlichung: November 1978                                           |
| 1981 | Love Songs MCA 5239                                                                  | — | — | — | UK43 (6 Wo.)UK | US— GoldUS | Erstveröffentlichung: 1981                                                    |
| 1982 | 12 Greatest Hits Volume 2 Columbia 38068                                             | — | — | — | UK32 Silber · (8 Wo.)UK | US48 ×3Dreifachplatin · (42 Wo.)US | Erstveröffentlichung: Mai 1982                                                |
| 1983 | Classics: The Early Years Columbia 38792                                             | — | — | — | — | US171 Platin · (7 Wo.)US | Erstveröffentlichung: Juni 1983                                               |
| 1983 | The Very Best of Neil Diamond K-tel 1265                                             | — | — | — | UK33 Gold · (11 Wo.)UK | — | Erstveröffentlichung: November 1983                                           |
| 1985 | Diamonds: The Very Best Of CBS 24507                                                 | DE16 (6 Wo.)DE | — | — | — | — | Erstveröffentlichung: September 1985                                          |
| 1992 | Greatest Hits 1966–1992 Columbia 52703                                               | — | — | — | UK1 Platin · (30 Wo.)UK | US90 ×3Dreifachplatin · (23 Wo.)US | Erstveröffentlichung: 21. April 1992                                          |
| 1996 | The Best Of MCA 19509                                                                | — | — | — | UK7 ×2Doppelplatin · (45 Wo.)UK | — | Erstveröffentlichung: Mai 1996                                                |
| 1996 | The Ultimate Collection Columbia / MCA 485445 2                                      | DE68 (4 Wo.)DE | — | — | UK5 Platin · (24 Wo.)UK | — | Erstveröffentlichung: August 1996 Doppelalbum                                 |
| 1996 | In My Lifetime Columbia 65013                                                        | — | — | — | — | US122 (5 Wo.)US | Erstveröffentlichung: November 1996                                           |
| 2001 | The Essential Collection Columbia 85681                                              | — | — | — | UK11 Platin · (29 Wo.)UK | US90 ×2Doppelplatin · (11 Wo.)US | Erstveröffentlichung: Dezember 2001                                           |
| 2011 | The Bang Years 1966-1968 Columbia / Legacy 88697 85331 2                             | — | — | — | UK88 (1 Wo.)UK | — | Erstveröffentlichung: 18. März 2011                                           |
| 2011 | The Very Best of Neil Diamond: The Studio Recordings Columbia / Legacy 88691 90360 2 | — | — | — | UK5 Platin · (44 Wo.)UK | US45 (38 Wo.)US | Erstveröffentlichung: Dezember 2011 Charteintritt in UK erst im Dezember 2012 |
| 2014 | All-Time Greatest Hits Capitol / Universal 0602537839810                             | — | — | — | UK18 Platin · (99 Wo.)UK | US15 (50 Wo.)US | Erstveröffentlichung: 25. Juli 2014                                           |
| 2017 | 50th Anniversary Collection Capitol                                                  | — | AT55 (1 Wo.)AT | CH100 (1 Wo.)CH | — | US78 (2 Wo.)US | Erstveröffentlichung: 31. März 2017 3 CDs                                     |

grau schraffiert: keine Chartdaten aus diesem Jahr verfügbar
Weitere Kompilationen
- 1967: I’m a Believer
- 1967: Neil Diamond’s Greatest Hits
- 1972: Gold Diamond
- 1972: Gold Diamond Volume 2
- 1972: With Love from… Neil Diamond
- 1973: Cherrie, Cherrie
- 1974: Diamonds
- 1974: World Hits
- 1974: Greatest Hits Vol. 2
- 1976: Portrait (2 LPs)
- 1977: The Neil Diamond Show (3 LPs)
- 1978: Sweet Caroline
- 1979: 20 Diamonds Hits
- 1980: Diamond Forever
- 1980: The Best of Neil Diamond (Box mit 4 LPs)
- 1980: Solid Gold
- 1981: Solitary Man
- 1982: Song Sung Blue
- 1986: The Best of Neil Diamond (UK: Gold)
- 1986: Greatest Hits
- 1988: Red, Red Wine
- 1989: Collection
- 1989: Classic
- 1991: The Collection
- 1992: Glory Road: 1968 to 1972
- 1992: The Best Of
- 1994: The Best of Neil Diamond
- 1994: The Complete Bang Recordings
- 1995: Great Hits: The Originals
- 1995: The Neil Diamond Songbook
- 1999: The Neil Diamond Collection
- 2002: Play Me: The Complete UniStudio Recordings … Plus! (3 CDs)
- 2002: The Very Best of Neil Diamond
- 2004: The Essential Collection
- 2008: Classics: The Early Years

### Soundtracks
| Jahr | Titel Musiklabel Katalog-Nr.               | Höchstplatzierung, Gesamtwochen/‑monate, AuszeichnungChartplatzierungen (Jahr, Titel, Musiklabel Katalog-Nr., Platzierungen, Wochen/Monate, Auszeichnungen, Anmerkungen) | Höchstplatzierung, Gesamtwochen/‑monate, AuszeichnungChartplatzierungen (Jahr, Titel, Musiklabel Katalog-Nr., Platzierungen, Wochen/Monate, Auszeichnungen, Anmerkungen) | Höchstplatzierung, Gesamtwochen/‑monate, AuszeichnungChartplatzierungen (Jahr, Titel, Musiklabel Katalog-Nr., Platzierungen, Wochen/Monate, Auszeichnungen, Anmerkungen) | Höchstplatzierung, Gesamtwochen/‑monate, AuszeichnungChartplatzierungen (Jahr, Titel, Musiklabel Katalog-Nr., Platzierungen, Wochen/Monate, Auszeichnungen, Anmerkungen) | Höchstplatzierung, Gesamtwochen/‑monate, AuszeichnungChartplatzierungen (Jahr, Titel, Musiklabel Katalog-Nr., Platzierungen, Wochen/Monate, Auszeichnungen, Anmerkungen) | Anmerkungen |
| Jahr | Titel Musiklabel Katalog-Nr.               | DE | AT | CH | UK | US | Anmerkungen |
| ---- | ------------------------------------------ | --- | --- | --- | --- | --- | --- |
| 1973 | Jonathan Livingston Seagull Columbia 32550 | DE44 Gold · (1 Mt.)DE | AT7 (5 Mt.)AT | — | UK35 Gold · (1 Wo.)UK | US2 ×2Doppelplatin · (34 Wo.)US | Erstveröffentlichung: Oktober 1973 Soundtrack zum Film Die Möwe Jonathan Grammy (Instrumentalkomposition Film/TV) Produzent: Tom Catalano |
| 1980 | The Jazz Singer Capitol 12120              | DE40 (9 Wo.)DE | AT— GoldAT | — | UK3 Platin · (114 Wo.)UK | US3 ×5Fünffachplatin · (115 Wo.)US | Erstveröffentlichung: 10. November 1980 Soundtrack zum Film Der Jazz-Sänger Charteintritt in den USA erst 1981 Produzent: Bob Gaudio      |

grau schraffiert: keine Chartdaten aus diesem Jahr verfügbar

### Weihnachtsalben
| Jahr | Titel Musiklabel Katalog-Nr.                     | Höchstplatzierung, Gesamtwochen, AuszeichnungChartplatzierungen (Jahr, Titel, Musiklabel Katalog-Nr., Platzierungen, Wochen, Auszeichnungen, Anmerkungen) | Höchstplatzierung, Gesamtwochen, AuszeichnungChartplatzierungen (Jahr, Titel, Musiklabel Katalog-Nr., Platzierungen, Wochen, Auszeichnungen, Anmerkungen) | Höchstplatzierung, Gesamtwochen, AuszeichnungChartplatzierungen (Jahr, Titel, Musiklabel Katalog-Nr., Platzierungen, Wochen, Auszeichnungen, Anmerkungen) | Höchstplatzierung, Gesamtwochen, AuszeichnungChartplatzierungen (Jahr, Titel, Musiklabel Katalog-Nr., Platzierungen, Wochen, Auszeichnungen, Anmerkungen) | Höchstplatzierung, Gesamtwochen, AuszeichnungChartplatzierungen (Jahr, Titel, Musiklabel Katalog-Nr., Platzierungen, Wochen, Auszeichnungen, Anmerkungen) | Anmerkungen                                                               |
| Jahr | Titel Musiklabel Katalog-Nr.                     | DE | AT | CH | UK | US | Anmerkungen                                                               |
| ---- | ------------------------------------------------ | --- | --- | --- | --- | --- | ------------------------------------------------------------------------- |
| 1992 | The Christmas Album Columbia 52914               | — | — | — | UK50 (6 Wo.)UK | US8 ×2Doppelplatin · (15 Wo.)US | Erstveröffentlichung: 22. September 1992 Produzent: Peter Asher           |
| 1994 | The Christmas Album Volume II Columbia 66465     | — | — | — | — | US51 Gold · (8 Wo.)US | Erstveröffentlichung: 14. November 1994 Produzent: Peter Asher            |
| 2009 | A Cherry Cherry Christmas Columbia 88697 56892 2 | — | — | — | — | US60 (11 Wo.)US | Erstveröffentlichung: 13. Oktober 2009                                    |
| 2013 | Classic Christmas Album Columbia 88883 74363 2   | — | — | — | — | US193 (1 Wo.)US | Erstveröffentlichung: 8. Oktober 2013 Produzent: Peter Asher              |
| 2016 | Acoustic Christmas Capitol B002384602            | — | — | — | — | US48 (9 Wo.)US | Erstveröffentlichung: 28. Oktober 2016 Produzenten: Don Was, Jacknife Lee |

## Singles
| Jahr | Titel Album                                                                               | Höchstplatzierung, Gesamtwochen/‑monate, AuszeichnungChartplatzierungen (Jahr, Titel, Album, Platzierungen, Wochen/Monate, Auszeichnungen, Anmerkungen) | Höchstplatzierung, Gesamtwochen/‑monate, AuszeichnungChartplatzierungen (Jahr, Titel, Album, Platzierungen, Wochen/Monate, Auszeichnungen, Anmerkungen) | Höchstplatzierung, Gesamtwochen/‑monate, AuszeichnungChartplatzierungen (Jahr, Titel, Album, Platzierungen, Wochen/Monate, Auszeichnungen, Anmerkungen) | Höchstplatzierung, Gesamtwochen/‑monate, AuszeichnungChartplatzierungen (Jahr, Titel, Album, Platzierungen, Wochen/Monate, Auszeichnungen, Anmerkungen) | Höchstplatzierung, Gesamtwochen/‑monate, AuszeichnungChartplatzierungen (Jahr, Titel, Album, Platzierungen, Wochen/Monate, Auszeichnungen, Anmerkungen) | Höchstplatzierung, Gesamtwochen/‑monate, AuszeichnungChartplatzierungen (Jahr, Titel, Album, Platzierungen, Wochen/Monate, Auszeichnungen, Anmerkungen) | Anmerkungen |
| Jahr | Titel Album                                                                               | DE | AT | CH | UK | US | A. C. | Anmerkungen |
| ---- | ----------------------------------------------------------------------------------------- | --- | --- | --- | --- | --- | --- | --- |
| 1966 | Solitary Man The Feel of Neil Diamond                                                     | — | — | — | — | US55 (9 Wo.)US | — | Erstveröffentlichung: 4. April 1966 Autor: Neil Diamond |
| 1966 | Cherry, Cherry The Feel of Neil Diamond                                                   | — | — | — | — | US6 (12 Wo.)US | — | Erstveröffentlichung: Juli 1966 Autor: Neil Diamond |
| 1966 | I Got the Feelin’ (Oh No No) The Feel of Neil Diamond                                     | — | — | — | — | US16 (8 Wo.)US | — | Erstveröffentlichung: 7. Oktober 1966 Autor: Neil Diamond |
| 1967 | You Got to Me Just for You                                                                | — | — | — | — | US18 (8 Wo.)US | — | Erstveröffentlichung: 17. Januar 1967 Autor: Neil Diamond |
| 1967 | Girl, You’ll Be a Woman Soon Just for You                                                 | — | — | — | — | US10 (11 Wo.)US | — | Erstveröffentlichung: März 1967 Autor: Neil Diamond |
| 1967 | I Thank the Lord for the Night Time Just for You                                          | — | — | — | — | US13 (11 Wo.)US | — | Erstveröffentlichung: 12. Juli 1967 Autor: Neil Diamond |
| 1967 | Kentucky Woman Neil Diamond’s Greatest Hits                                               | — | — | — | — | US22 (8 Wo.)US | — | Erstveröffentlichung: 6. Oktober 1967 Autor: Neil Diamond |
| 1968 | New Orleans Neil Diamond’s Greatest Hits                                                  | — | — | — | — | US51 (6 Wo.)US | — | Erstveröffentlichung: 3. Januar 1968 Autoren: Frank Guida, Joseph Royster Original: U. S. Bonds, 1960                                                                                |
| 1968 | Red Red Wine Neil Diamond’s Greatest Hits                                                 | — | — | — | — | US62 (3 Wo.)US | — | Erstveröffentlichung: März 1968 Autor: Neil Diamond basiert auf einem Lied der Heilsarmee von ca. 1910                                                                               |
| 1968 | Brooklyn Roads Velvet Gloves and Spit                                                     | — | — | — | — | US58 (6 Wo.)US | — | Erstveröffentlichung: 14. Mai 1968 Autor: Neil Diamond |
| 1968 | Two-Bit Manchild Velvet Gloves and Spit                                                   | — | — | — | — | US66 (6 Wo.)US | — | Erstveröffentlichung: 17. Juli 1968 Autor: Neil Diamond |
| 1968 | Sunday Sun Velvet Gloves and Spit                                                         | — | — | — | — | US68 (5 Wo.)US | — | Erstveröffentlichung: 11. September 1968 Autor: Neil Diamond |
| 1969 | Brother Love’s Travelling Salvation Show                                                  | — | — | — | — | US22 (13 Wo.)US | — | Erstveröffentlichung: 29. Januar 1969 Autor: Neil Diamond |
| 1969 | Sweet Caroline (Good Times Never Seemed So Good) Brother Love’s Travelling Salvation Show | DE37 Gold · (1 Mt.)DE | — | — | UK8 ×3Dreifachplatin · (24 Wo.)UK | US4 Platin · (14 Wo.)US | A. C.3 (15 Wo.)A. C. | Erstveröffentlichung: 28. Mai 1969 Autor: Neil Diamond |
| 1969 | Holly Holy Touching You, Touching Me                                                      | — | — | — | — | US6 Platin · (14 Wo.)US | A. C.5 (10 Wo.)A. C. | Erstveröffentlichung: 13. Oktober 1969 Autor: Neil Diamond |
| 1970 | Shilo (Reissue) Just for You                                                              | DE21 (7 Wo.)DE | — | — | — | US24 (14 Wo.)US | A. C.8 (10 Wo.)A. C. | Wiederveröffentlichung: Januar 1970 Charteintritt in DE erst im Oktober 1971 |
| 1970 | Until It’s Time for You to Go Touching You, Touching Me                                   | — | — | — | — | US53 (6 Wo.)US | A. C.11 (8 Wo.)A. C. | Erstveröffentlichung: 3. Februar 1970 Autor und Original: Buffy Sainte-Marie, 1965                                                                                                   |
| 1970 | Soolaimon (African Trilogy II) Tap Root Manuscript                                        | DE22 (2 Mt.)DE | — | — | — | US30 (7 Wo.)US | A. C.5 (8 Wo.)A. C. | Erstveröffentlichung: 7. April 1970 Autor: Neil Diamond |
| 1970 | Cracklin’ Rosie Tap Root Manuscript                                                       | DE7 (15 Wo.)DE | AT3 (3 Mt.)AT | — | UK3 Gold · (17 Wo.)UK | US1 Platin · (15 Wo.)US | A. C.2 (12 Wo.)A. C. | Erstveröffentlichung: 30. Juli 1970 Autor: Neil Diamond |
| 1970 | Do It Greatest Hits                                                                       | — | — | — | — | US36 (10 Wo.)US | A. C.25 (6 Wo.)A. C. | Erstveröffentlichung: 30. Oktober 1970 Autor: Neil Diamond |
| 1970 | He Ain’t Heavy … He’s My Brother Tap Root Manuscript                                      | — | — | — | — | US20 (11 Wo.)US | A. C.4 (10 Wo.)A. C. | Erstveröffentlichung: 13. Oktober 1970 Autoren: Bob Russell, Bobby Scott Original: Kelly Gordon, 1969                                                                                |
| 1970 | Solitary Man (Reissue) The Feel of Neil Diamond                                           | — | — | — | — | US21 (15 Wo.)US | A. C.6 (10 Wo.)A. C. | Wiederveröffentlichung: Juli 1970 |
| 1971 | I Am… I Said Stones                                                                       | DE3 (27 Wo.)DE | — | CH2 (14 Wo.)CH | UK4 Silber · (12 Wo.)UK | US4 (14 Wo.)US | A. C.2 (10 Wo.)A. C. | Erstveröffentlichung: 15. März 1971 Autor: Neil Diamond |
| 1971 | Done Too Soon Tap Root Manuscript                                                         | — | — | — | — | US41 (5 Wo.)US | A. C.37 (2 Wo.)A. C. | Erstveröffentlichung: 15. März 1971 Autor: Neil Diamond |
| 1971 | I’m a Believer Greatest Hits                                                              | DE23 (12 Wo.)DE | — | — | — | US51 (8 Wo.)US | A. C.31 (3 Wo.)A. C. | Erstveröffentlichung: 15. Juni 1971 Autor: Neil Diamond Original: The Monkees, 1966                                                                                                  |
| 1971 | Stones                                                                                    | DE26 (6 Wo.)DE | — | — | — | US14 (8 Wo.)US | A. C.2 (12 Wo.)A. C. | Erstveröffentlichung: 7. Oktober 1971 Autor: Neil Diamond |
| 1971 | Crunchy Granola Suite / Stones Stones                                                     | — | — | — | — | US36 (1 Wo.)US | — | Erstveröffentlichung: Oktober 1971 Autor: Neil Diamond |
| 1972 | Song Sung Blue Moods                                                                      | DE6 (22 Wo.)DE | — | CH1 (15 Wo.)CH | UK14 (13 Wo.)UK | US1 Gold · (13 Wo.)US | A. C.1 (14 Wo.)A. C. | Erstveröffentlichung: 28. April 1972 Autor: Neil Diamond inkl. Zitat aus Mozarts Klavierkonzert Nr. 21, 1785                                                                         |
| 1972 | Play Me Moods                                                                             | DE28 (6 Wo.)DE | — | — | — | US11 (11 Wo.)US | A. C.3 (11 Wo.)A. C. | Erstveröffentlichung: 14. Juli 1972 Autor: Neil Diamond |
| 1972 | Walk on Water Moods                                                                       | DE39 (5 Wo.)DE | — | — | — | US17 (12 Wo.)US | A. C.2 (12 Wo.)A. C. | Erstveröffentlichung: 31. Oktober 1972 Autor: Neil Diamond |
| 1973 | Cherry Cherry (Live) Hot August Night                                                     | — | — | — | — | US31 (10 Wo.)US | A. C.19 (7 Wo.)A. C. | Erstveröffentlichung: 28. Februar 1973 Autor: Neil Diamond |
| 1973 | The Long Way Home Cherry Cherry                                                           | — | — | — | — | US91 (3 Wo.)US | A. C.41 (3 Wo.)A. C. | Erstveröffentlichung: 23. Mai 1973 Autor: Neil Diamond Original: Quentin E. Klopjaeger, 1968                                                                                         |
| 1973 | The Last Thing on My Mind Rainbow                                                         | — | — | — | — | US56 (6 Wo.)US | A. C.15 (7 Wo.)A. C. | Erstveröffentlichung: Juni 1973 Autor und Original: Tom Paxton, 1964 |
| 1973 | Be Jonathan Livingston Seagull                                                            | — | — | — | — | US34 (9 Wo.)US | A. C.11 (12 Wo.)A. C. | Erstveröffentlichung: 5. Oktober 1973 Autor: Neil Diamond |
| 1974 | Skybird Jonathan Livingston Seagull                                                       | — | — | — | — | US75 (4 Wo.)US | A. C.24 (9 Wo.)A. C. | Erstveröffentlichung: 13. Februar 1974 Autor: Neil Diamond |
| 1974 | Longfellow Serenade Serenade                                                              | DE2 (28 Wo.)DE | — | CH1 (14 Wo.)CH | — | US5 (15 Wo.)US | A. C.1 (13 Wo.)A. C. | Erstveröffentlichung: 23. September 1974 Autor: Neil Diamond |
| 1975 | I’ve Been This Way Before Serenade                                                        | DE46 (1 Wo.)DE | — | — | — | US34 (7 Wo.)US | A. C.1 (11 Wo.)A. C. | Erstveröffentlichung: Januar 1975 Autor: Neil Diamond |
| 1975 | The Last Picasso Serenade                                                                 | DE43 (2 Wo.)DE | — | — | — | — | A. C.7 (11 Wo.)A. C. | Erstveröffentlichung: April 1975 Autor: Neil Diamond |
| 1976 | If You Know What I Mean Beautiful Noise                                                   | DE33 (14 Wo.)DE | — | — | UK35 (4 Wo.)UK | US11 (11 Wo.)US | A. C.1 (13 Wo.)A. C. | Erstveröffentlichung: Juni 1976 Autor: Neil Diamond |
| 1976 | Don’t Think … Feel Beautiful Noise                                                        | — | — | — | — | US43 (8 Wo.)US | A. C.4 (13 Wo.)A. C. | Erstveröffentlichung: 3. September 1976 Autor: Neil Diamond |
| 1976 | Beautiful Noise                                                                           | DE6 (22 Wo.)DE | AT8 (6 Mt.)AT | CH6 (13 Wo.)CH | UK13 (9 Wo.)UK | — | A. C.8 (11 Wo.)A. C. | Erstveröffentlichung: 24. September 1976 Autor: Neil Diamond |
| 1977 | Stargazer Beautiful Noise                                                                 | DE39 (7 Wo.)DE | — | — | — | — | — | Erstveröffentlichung: Februar 1977 Autor: Neil Diamond |
| 1977 | Desiree I’m Glad You’re Here with Me Tonight                                              | DE25 (11 Wo.)DE | AT15 (3 Mt.)AT | — | — | US16 (14 Wo.)US | A. C.1 (18 Wo.)A. C. | Erstveröffentlichung: 18. November 1977 Autoren: Bob Gaudio, Judy Parker |
| 1978 | Let Me Take You in My Arms Again I’m Glad You’re Here with Me Tonight                     | DE25 (9 Wo.)DE | — | — | UK39 (6 Wo.)UK | — | — | Erstveröffentlichung: 31. März 1978 Autor: Neil Diamond |
| 1978 | You Don’t Bring Me Flowers                                                                | — | — | — | UK5 Gold · (12 Wo.)UK | US1 (17 Wo.)US | A. C.3 (18 Wo.)A. C. | Erstveröffentlichung: Oktober 1978 mit Barbra Streisand Autoren: Alan Bergman, Marilyn Bergman, Neil Diamond Original: Neil Diamond, 1977                                            |
| 1979 | Forever in Blue Jeans You Don’t Bring Me Flowers                                          | DE31 (12 Wo.)DE | — | — | UK16 Gold · (12 Wo.)UK | US20 (11 Wo.)US | A. C.2 (16 Wo.)A. C. | Erstveröffentlichung: Januar 1979 Autoren: Richard Bennett, Neil Diamond |
| 1979 | Say Maybe You Don’t Bring Me Flowers                                                      | — | — | — | — | US55 (7 Wo.)US | A. C.3 (12 Wo.)A. C. | Erstveröffentlichung: 29. April 1979 Autor: Neil Diamond |
| 1979 | September Morn’                                                                           | — | — | — | — | US17 (16 Wo.)US | A. C.2 (16 Wo.)A. C. | Erstveröffentlichung: Dezember 1979 Autoren: Gilbert Bécaud, Maurice Vidalin, Neil Diamond Original: Gilbert Bécaud – C’est en septembre, 1979                                       |
| 1980 | The Good Lord Loves You September Morn’                                                   | — | — | — | — | US67 (6 Wo.)US | A. C.23 (7 Wo.)A. C. | Erstveröffentlichung: 24. März 1980 Autor: Richard Fagan |
| 1980 | Love on the Rocks The Jazz Singer                                                         | DE70 (3 Wo.)DE | — | CH9 (5 Wo.)CH | UK17 Silber · (12 Wo.)UK | US2 (20 Wo.)US | A. C.3 (19 Wo.)A. C. | Erstveröffentlichung: 7. Oktober 1980 Autoren: Gilbert Bécaud, Neil Diamond |
| 1981 | Hello Again The Jazz Singer                                                               | — | — | — | UK51 Silber · (4 Wo.)UK | US6 (16 Wo.)US | A. C.3 (15 Wo.)A. C. | Erstveröffentlichung: 30. Januar 1981 Autoren: Alan Lindgren, Neil Diamond |
| 1981 | America The Jazz Singer                                                                   | — | — | — | UK— SilberUK | US8 (17 Wo.)US | A. C.1 (18 Wo.)A. C. | Erstveröffentlichung: 28. April 1981 Autor: Neil Diamond |
| 1981 | Yesterday’s Songs On the Way to the Sky                                                   | — | — | — | — | US11 (5 Wo.)US | A. C.1 (18 Wo.)A. C. | Erstveröffentlichung: Oktober 1981 Autor: Neil Diamond |
| 1982 | On the Way to the Sky                                                                     | — | — | — | — | US27 (10 Wo.)US | A. C.4 (19 Wo.)A. C. | Erstveröffentlichung: 7. Februar 1982 Autoren: Carole Bayer Sager, Neil Diamond |
| 1982 | Be Mine Tonight On the Way to the Sky                                                     | — | — | — | — | US35 (11 Wo.)US | A. C.2 (17 Wo.)A. C. | Erstveröffentlichung: 19. Mai 1982 Autor: Neil Diamond |
| 1982 | Heartlight                                                                                | — | — | — | UK47 (7 Wo.)UK | US5 (19 Wo.)US | A. C.1 (21 Wo.)A. C. | Erstveröffentlichung: 30. September 1982 Autoren: Burt Bacharach, Carole Bayer Sager, Neil Diamond                                                                                   |
| 1982 | I’m Alive Heartlight                                                                      | — | — | — | — | US35 (12 Wo.)US | A. C.4 (17 Wo.)A. C. | Erstveröffentlichung: 29. Dezember 1982 Autoren: David Foster, Neil Diamond |
| 1983 | Front Page Story Heartlight                                                               | — | — | — | — | US65 (8 Wo.)US | A. C.5 (16 Wo.)A. C. | Erstveröffentlichung: 31. März 1983 Autoren: Burt Bacharach, Carole Bayer Sager, Neil Diamond                                                                                        |
| 1984 | Turn Around Primitive                                                                     | — | — | — | — | US62 (8 Wo.)US | A. C.4 (14 Wo.)A. C. | Erstveröffentlichung: 3. Juli 1984 Autoren: Burt Bacharach, Carole Bayer Sager, Neil Diamond                                                                                         |
| 1984 | Sleep with Me Tonight Primitive                                                           | — | — | — | — | — | A. C.24 (9 Wo.)A. C. | Erstveröffentlichung: September 1984 Autoren: Burt Bacharach, Carole Bayer Sager, Neil Diamond                                                                                       |
| 1984 | You Make It Feel Like Christmas –                                                         | — | — | — | — | — | A. C.28 (2 Wo.)A. C. | Erstveröffentlichung: 3. Dezember 1984 Neil Diamond |
| 1986 | Headed for the Future                                                                     | — | — | — | — | US53 (10 Wo.)US | A. C.10 (14 Wo.)A. C. | Erstveröffentlichung: 12. April 1986 Autoren: Alan Lindgren, Tom Hensley, Neil Diamond                                                                                               |
| 1986 | The Story of My Life Headed for the Future                                                | — | — | — | — | — | A. C.11 (13 Wo.)A. C. | Erstveröffentlichung: 17. Juni 1986 Autor: Neil Diamond |
| 1987 | I Dreamed a Dream Hot August Night II                                                     | — | — | — | UK90 (3 Wo.)UK | — | A. C.13 (15 Wo.)A. C. | Erstveröffentlichung: 6. Oktober 1987 Autoren: Alain Boublil, Herbert Kretzmer, Claude-Michel Schönberg, Jean-Marc Natel Original: Rose Laurens – J’avais rêvé d’une autre vie, 1980 |
| 1988 | This Time The Best Years of Our Lives                                                     | — | — | — | UK84 (3 Wo.)UK | — | A. C.9 (17 Wo.)A. C. | Erstveröffentlichung: 6. Dezember 1988 Autoren: David Foster, Jeremy Lubbock, Neil Diamond                                                                                           |
| 1989 | The Best Years of Our Lives                                                               | — | — | — | — | — | A. C.7 (14 Wo.)A. C. | Erstveröffentlichung: 23. April 1989 Autor: Neil Diamond |
| 1989 | Baby Can I Hold You The Best Years of Our Lives                                           | — | — | — | — | — | A. C.28 (6 Wo.)A. C. | Erstveröffentlichung: Juli 1989 Autor: Tracy Chapman |
| 1991 | If There Were No Dreams Lovescape                                                         | — | — | — | — | — | A. C.14 (12 Wo.)A. C. | Erstveröffentlichung: August 1991 Autor: Michel Legrand, Neil Diamond |
| 1991 | Don’t Turn Around Lovescape                                                               | — | — | — | — | — | A. C.19 (16 Wo.)A. C. | Erstveröffentlichung: November 1991 Autoren: Albert Hammond, Diane Warren |
| 1992 | Morning Has Broken The Christmas Album                                                    | — | — | — | UK36 (2 Wo.)UK | — | — | Erstveröffentlichung: November 1992 schottisches Volkslied |
| 2001 | You Are the Best Part of Me Three Chord Opera                                             | — | — | — | — | — | A. C.28 (8 Wo.)A. C. | Erstveröffentlichung: Juli 2001 Autor: Neil Diamond |
| 2006 | Delirious Love 12 Songs                                                                   | — | — | — | — | — | A. C.27 (7 Wo.)A. C. | Erstveröffentlichung: Januar 2006 mit Brian Wilson Autor: Neil Diamond |
| 2008 | Pretty Amazing Grace Home Before Dark                                                     | — | — | — | UK49 (5 Wo.)UK | — | A. C.30 (1 Wo.)A. C. | Erstveröffentlichung: Mai 2008 Autor: Neil Diamond |
| 2009 | Cherry Cherry Christmas A Cherry Cherry Christmas                                         | — | — | — | — | — | A. C.4 (6 Wo.)A. C. | Erstveröffentlichung: Oktober 2009 Autor: Neil Diamond |
| 2016 | The Christmas Medley Acoustic Christmas                                                   | — | — | — | — | — | A. C.10 (5 Wo.)A. C. | Erstveröffentlichung: Dezember 2016 Autor: Neil Diamond |

grau schraffiert: keine Chartdaten aus diesem Jahr verfügbar
Weitere Singles
| - 1962: You Are My Love at Last (als Neil and Jack, mit Jack Parker) - 1962: I’m Afraid (als Neil and Jack, mit Jack Parker) - 1963: At Night - 1963: Clown Town - 1967: Some Day Baby - 1967: The Long Way Home - 1968: Shilo - 1970: Lordy - 1970: Until It’s Time for You to Go - 1972: Canta libre - 1972: Live Diamonds - 1972: Girl, You’ll Be a Woman Soon - 1972: Morningside - 1973: La Bamba - 1977: Lady-oh | - 1978: I’m Glad You’re Here with Me Tonight - 1978: The Dancing Bumble Bee - 1978: God Only Knows - 1979: The American Popular Song - 1979: Dancing in the Street - 1979: That Kind - 1980: The Jazz Singer - 1981: Rainy Day Song - 1984: Primitive - 1986: Stand Up for Love - 1988: Limited Edition 4 Track 12″ - 1988: U. K. Tour Collectors E. P. - 1991: Hooked on the Memory of You (mit Kim Carnes) - 1991: Will You Love Me Tomorrow |

## Videoalben
- 1977: I’m Glad You’re Here with Me Tonight
- 1984: Love at the Greek: Recorded Live at the Greek Theatre
- 1989: Greatest Hits Live (US: ×2Doppelplatin )
- 1993: Christmas Special
- 1994: Roof Party: Songs from the Brill Building
- 1996: Under Tennessee Moon
- 2008: Live 1976: The Thank You Australia Concert: Sydney, Australia: The Historic Concert Event
- 2008: The Jazz Singer
- 2009: Hot August Night / NYC (Live from Madison Square Garden August 2008) (US: ×2Doppelplatin )

## Statistik

### Chartauswertung
|                     | DE     | AT     | CH    | UK     | US     |
| ------------------- | ------ | ------ | ----- | ------ | ------ |
| Nummer-eins-Alben   | DE2DE  | AT1AT  | CH—CH | UK2UK  | US1US  |
| Top-10-Alben        | DE4DE  | AT6AT  | CH—CH | UK15UK | US18US |
| Alben in den Charts | DE28DE | AT13AT | CH8CH | UK45UK | US55US |

|                       | DE     | AT    | CH    | UK     | US     | A. C.        |
| --------------------- | ------ | ----- | ----- | ------ | ------ | ------------ |
| Nummer-eins-Singles   | DE—DE  | AT—AT | CH2CH | UK—UK  | US3US  | A. C.8A. C.  |
| Top-10-Singles        | DE5DE  | AT2AT | CH5CH | UK4UK  | US13US | A. C.38A. C. |
| Singles in den Charts | DE20DE | AT3AT | CH5CH | UK16UK | US56US | A. C.58A. C. |

### Auszeichnungen für Musikverkäufe
| Land/RegionAuszeichnungen für Musikverkäufe (Land/Region, Auszeichnungen, Verkäufe, Quellen) | Silber       | Gold       | Platin         | Verkäufe    | Quellen                                                   |
| -------------------------------------------------------------------------------------------- | ------------ | ---------- | -------------- | ----------- | --------------------------------------------------------- |
| Australien (ARIA)                                                                            | —            | 13× Gold13 | 49× Platin49   | 2.670.000   | aria.com.au                                               |
| Dänemark (IFPI)                                                                              | —            | Gold1      | —              | 45.000      | ifpi.dk                                                   |
| Deutschland (BVMI)                                                                           | —            | 6× Gold6   | —              | 1.550.000   | musikindustrie.de                                         |
| Europa (IFPI)                                                                                | —            | —          | Platin1        | (1.000.000) | ifpi.org (Memento vom 1. Januar 2014 im Internet Archive) |
| Frankreich (SNEP)                                                                            | —            | —          | Platin1        | 300.000     | infodisc.fr snepmusique.com                               |
| Hongkong (IFPI/HKRIA)                                                                        | —            | 2× Gold2   | —              | 20.000      | ifpihk.org                                                |
| Irland (IRMA)                                                                                | —            | 2× Gold2   | —              | 15.000      | irishcharts.ie                                            |
| Kanada (MC)                                                                                  | —            | 5× Gold5   | 16× Platin16   | 1.930.000   | musiccanada.com                                           |
| Neuseeland (RMNZ)                                                                            | —            | 11× Gold11 | 24× Platin24   | 577.500     | aotearoamusiccharts.co.nz NZ2 NZ3                         |
| Niederlande (NVPI)                                                                           | —            | 6× Gold6   | Platin1        | 400.000     | nvpi.nl                                                   |
| Österreich (IFPI)                                                                            | —            | Gold1      | —              | 25.000      | ifpi.at                                                   |
| Spanien (Promusicae)                                                                         | —            | —          | 2× Platin2     | 160.000     | elportaldemusica.es promusicae.es                         |
| Südafrika (RISA)                                                                             | —            | 2× Gold2   | 2× Platin2     | 175.000     | Einzelnachweise                                           |
| Vereinigte Staaten (RIAA)                                                                    | —            | 22× Gold22 | 48× Platin48   | 53.900.000  | riaa.com                                                  |
| Vereinigtes Königreich (BPI)                                                                 | 12× Silber12 | 22× Gold22 | 16× Platin16   | 9.930.000   | bpi.co.uk                                                 |
| Insgesamt                                                                                    | 12× Silber12 | 93× Gold93 | 160× Platin160 |             |                                                           |